# Asceua thrippalurensis
Espèce
Asceua thrippalurensis est une espèce d'araignées aranéomorphes de la famille des Zodariidae.

## Distribution
Cette espèce est endémique du Kerala en Inde,. Elle se rencontre dans le district de Palakkad.

## Description
Le mâle holotype mesure 2,06 mm et la femelle paratype 2,46 mm.

## Systématique et taxinomie
Cette espèce a été décrite par Sankaran en 2023.

## Étymologie
Son nom d'espèce, composé de thrippalur et du suffixe latin -ensis, « qui vit dans, qui habite », lui a été donné en référence au lieu de sa découverte, Thrippalur.

## Publication originale
- Sankaran, 2023 : « Taxonomic notes on the ant-eating spider genera Asceua Thorell, 1887 and Cydrela Thorell, 1873 from India, with comment on Indian species of Euryeidon Dankittipakul & Jocqué, 2004 (Araneae: Zodariidae). » Zootaxa, no 5296(3), p. 381-405.